# Trolejbusy w Kaczkanarze
Trolejbusy w Kaczkanarze − zlikwidowany system komunikacji trolejbusowej w rosyjskim mieście Kaczkanar.
Decyzja o budowie trolejbusów w Kaczkanarze zapadła w 1972. Do października 1972 zakończono budowę linii i w listopadzie ją uruchomiono. Trolejbusy eksploatowano do 1985. W Kaczkamarze funkcjonowała jedna zajezdnia trolejbusowa.

## Linie
W mieście działały dwie linie:
- 1:Больничный городок − Аглофабрика
- 2:Больничный городок − Промбаза (Рудоремонтный завод)

Schemat linii trolejbusowych w Kaczkanarze na transphoto.ru

## Tabor
W Kaczkanarze do obsługi linii dostarczono 5 trolejbusów ZiU-5D oznaczonych nr 1 − 5.